# Max Lemke
Max Lemke (* 7. April 1895 in Schwedt/Oder; † 29. Mai 1985 in Hannover) war ein deutscher Offizier, zuletzt Generalmajor im Zweiten Weltkrieg.

## Leben
Max Lemke trat als Kriegs-Freiwilliger am 12. Mai 1914 im Ulanen-Regiment 13 (Hannover) der Kavallerie bei und diente als Offizier im Ersten Weltkrieg. Im Januar 1918 wurde er Leutnant der Reserve und schied am 18. Dezember 1918 aus der Armee aus.
Im März 1937 wurde er als Rittmeister (E) (Patent zum 1. Mai 1934) wieder aktiviert und wurde Adjutant bei Ausbildungsleiter Berlin 3 beim Landwehrkommandeur Berlin. Als Adjutant ging er am 1. September 1939 zum Infanterie-Regiment 386 bei der 218. Infanterie-Division. Im Dezember 1939 übernahm er die Aufklärungs-Abteilung 218, welche beim Landwehrkommandeur Berlin aufgestellt worden war. Mit der Auflösung der Aufklärungs-Abteilung 218 am 17. März 1942 wurde er Chef der Aufklärungs-Abteilung 17. Am 1. September 1942 folgte seine Beförderung zum Oberstleutnant.
Ab 16. Januar 1943 war er Kommandeur des Panzergrenadier-Regiments 25 und wurde hier am 1. September 1943 Oberst. Vom 8. Oktober 1944 bis 15. November 1944 nahm er an einem Divisionsführer-Lehrgang teil.
Er führte vom 5. bis 23. Januar 1945 als Kommandeur die 7. Panzer-Division. Vom 9. Februar bis Kriegsende war er Kommandeur der Fallschirm-Panzer-Division „1. Hermann Göring“. Im Februar 1945 kämpfte die Division unter seiner Führung erst in der Niederschlesischen Operation und dann von Mitte bis Ende April 1945 in der Cottbus-Potsdamer Operation. Am 20. April 1945 wurde er zum Generalmajor befördert.

## Auszeichnungen
- Eisernes Kreuz (1914) II. und I. Klasse
- Spange zum Eisernen Kreuz II. und I. Klasse
- Deutsches Kreuz in Gold am 23. Juni 1942
- Ritterkreuz des Eisernen Kreuzes am 18. Oktober 1941[3][4]